# Harry Ivarson
Harry Ivarson (Chicago, 7 settembre 1892 – 1967) è stato un regista e sceneggiatore norvegese.

## Biografia
Ivarson nacque a Chicago, figlio dell'attore William Ivarson e dell'attrice Anna Ivarson; la coppia ha avuto anche il figlio Wictor (nato nel 1893) e la figlia Borghild (nata nel 1895). Nel 1910 la famiglia risiedeva a Årstad Bergen.
Ivarson studiò cinematografia negli Stati Uniti e in Germania. Ha debuttato come regista e sceneggiatore in Germania nel 1923 con il film Wenn Männer richten sotto lo pseudonimo di Harry Williams. Ha proseguito la carriera in Norvegia con i film Til sæters (1924), Fager er lien (1925), Simen Mustrøens besynderlige opplevelser (1926), Madame besøker Oslo (1927), e Den glade enke i Trangvik (1927), il suo ultimo film muto. Negli anni '30, Ivarson è passato al film sonoro, dirigendo, con Per Aabel, Jeppe på bjerget nel 1933. Il suo ultimo film è stato il documentario Bergen, del 1943. Negli anni della seconda guerra mondiale Ivarson è stato direttore degli uffici di Bergen della Norsk rikskringkasting (NRK), l'azienda radiotelevisiva di stato norvegese.

## Filmografia

### Regia e sceneggiatura
- Wenn Männer Richten   (1923)
- Til sæters   (1924)
- Fager er lien   (1925)
- Simen Mustrøens besynderlige opplevelser   (1926)
- Madame besøker Oslo  (1927)
- Den glade enke i Trangvik   (1927)
- Jeppe på bjerget , co-regia con Per Aabel  (1933)
- Bergen  (1943)